# McDonnell Douglas KC-10
Die McDonnell Douglas KC-10 Extender ist ein dreistrahliges Tank- und Transportflugzeug, das bei der United States Air Force (USAF) im Einsatz war. Die KC-10 war das größte bei NATO-Staaten eingesetzte Tankflugzeug und aus der als Passagier- und Frachtflugzeug eingesetzten McDonnell Douglas DC-10 abgeleitet. Die niederländischen Luftstreitkräfte setzten zwei umgebaute, ehemals zivile DC-10 als Tankflugzeuge ein.

## Geschichte

### Bedarf
Mitte der 1970er Jahre meldete die USAF für die nahe Zukunft einen erhöhten Bedarf an fortschrittlichen Tankflugzeugen und startete das Projekt ATCA (Advanced Tanker/Cargo Aircraft). Denn während des Vietnamkrieges reichte selbst die große Flotte (über 700) der Boeing KC-135 kaum aus, um einerseits die vielen Bomber und Aufklärer in Südostasien und andererseits die Langstreckenbomber und -transporter in der Heimat zu unterstützen. Also wünschte sich die amerikanische Luftwaffe ein größeres und flexibleres Flugzeug für diesen Zweck. Die Maschinen sollten möglichst schnell und kostengünstig zur Verfügung stehen, daher beschränkte sich die Ausschreibung auf Großraum-Flugzeuge, die bereits in Serie gebaut wurden, wie z. B. Boeing 747, Lockheed L-1011 TriStar und McDonnell Douglas DC-10. Im Dezember 1977 war der Wettbewerb zugunsten von McDonnell Douglas entschieden.

### Von der DC-10 zur KC-10

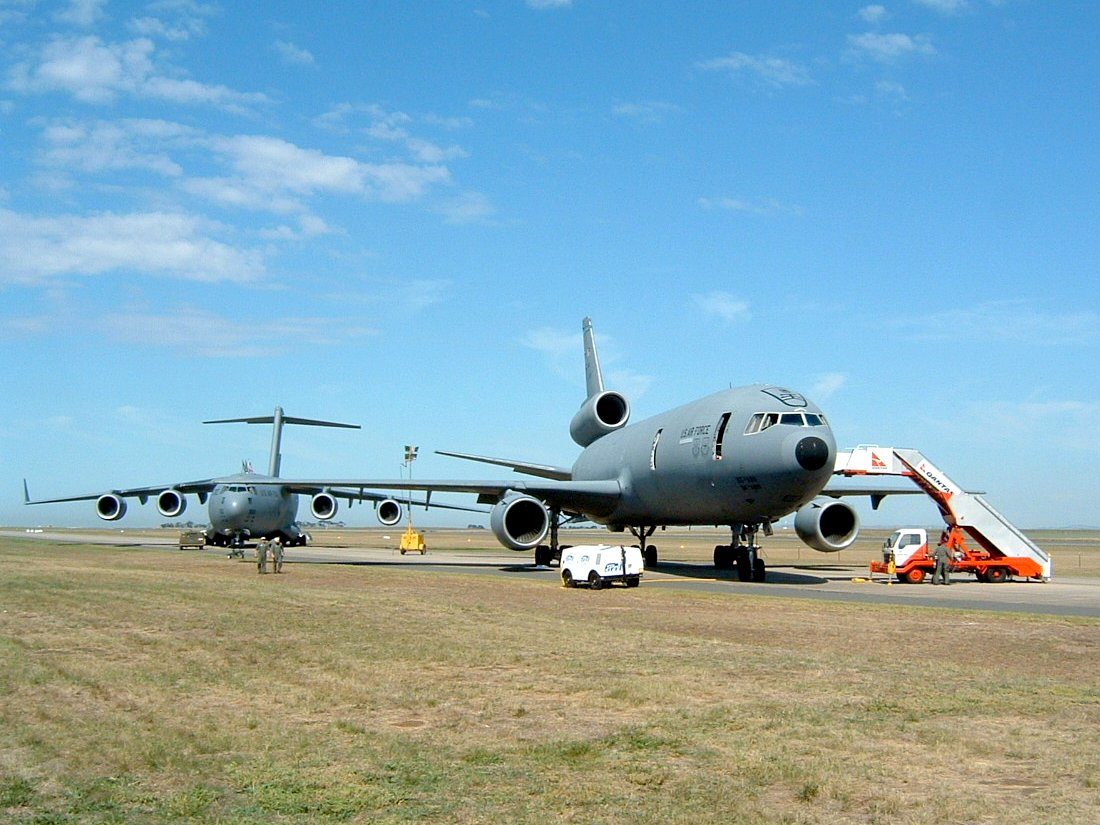
Eine KC-10 vor einer C-17

Als Ausgangsmodell für den neuen Tanker KC-10 wählte man die DC-10-30CF. Die wichtigsten Unterschiede gegenüber der Zivilversion sind unter anderem:
- Fensterloser Rumpf sowie keine Frachtluken zum Unterdeck
- Installation von drei Gummitanks im unteren Deck
- Tankausleger mit 17,8 m maximaler Länge
- Station für den Auslegerbediener unter dem hinteren Rumpf, zugänglich vom Hauptdeck
- Luftbetankungsanlage, um selbst betankt werden zu können
- Räume für zweite Mannschaft hinter dem Cockpit

Von der DC-10-30CF übernommen wurde das variable Hauptdeck: Es kann entweder bis zu 76,8 t Fracht aufnehmen oder – nach Umrüstung – 75 Soldaten im vorderen Teil und Fracht dahinter.

### Leistungen
Die KC-10 kann gleichzeitig Fracht, Truppen und Treibstoff zur Luftbetankung befördern, was bei der Verlegung von Einheiten ein großer Vorteil ist. Die maximale Treibstoffladung beträgt 161,5 t (66,7 t in den Flügeltanks plus 94,8 t im Unterdeck), das sind 75 % mehr als bei der KC-135. Bei großen Empfängern wie der C-5 Galaxy werden bis zu 4.200 Liter pro Minute durch den starren Ausleger gepumpt – eine Steigerung von 23 % gegenüber der KC-135. Flugzeuge mit Tanksonde (z. B. solche von der United States Navy) können Treibstoff über Schlauch und Fangtrichter von der Extender empfangen; zwischen beiden Betankungsarten kann während des Fluges gewechselt werden. Schließlich kann die KC-10 selbst betankt werden, wodurch die Reichweite erheblich gesteigert wird.
Die Wartungskosten sind für ein Militärflugzeug relativ gering, weil durch die große technische Übereinstimmung mit der zivilen DC-10 die Ersatzteile preiswert und gut verfügbar sind.

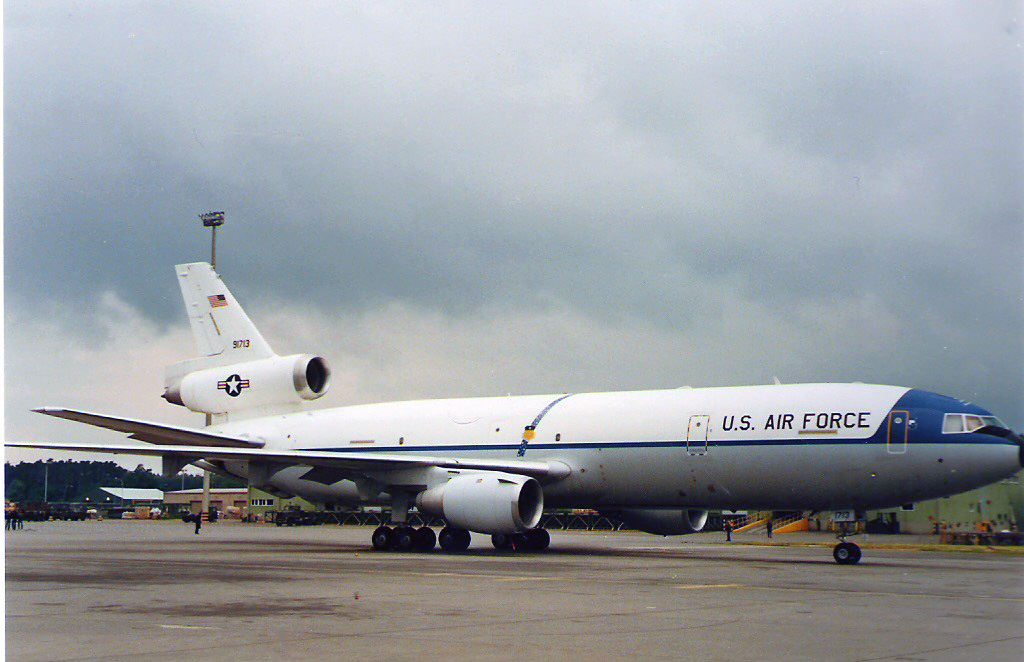
Eine KC-10A 1984 auf der Ramstein Air Base in der Pfalz

### Produktion und Einsatz
Der Erstflug einer KC-10 Extender fand am 12. Juli 1980 statt, die Auslieferung von 60 bestellten Maschinen an die USAF begann ab 17. März 1981. Die ersten Luftbetankungen folgten am 30. Oktober 1980 mit einer C-5A Galaxy. Das letzte Flugzeug lieferte McDonnell Douglas am 4. April 1990 ab. Ein Exemplar (Seriennummer: 82-0190) ist am 17. September 1987 bei einem Feuer auf der Barksdale Air Force Base, Louisiana zerstört worden, so dass heute noch 59 KC-10A bei der USAF im Dienst sind. Sie unterstehen dem Air Mobility Command (AMC) und verteilen sich auf die Stützpunkte Travis Air Force Base, Kalifornien (27 Maschinen) und McGuire Air Force Base, New Jersey (32 Maschinen).

### Ausmusterung
Mit den geplanten Kürzungen im Verteidigungshaushalt der USA ab 2014 war geplant, auch die KC-10-Flotte im Fiskaljahr 2015 stillzulegen, was in einem entsprechenden Antrag im US-Repräsentantenhaus eingebracht wurde. In einer Abstimmung am 19. Juni 2014 wurde der Antrag jedoch in der Weise verabschiedet, dass die KC-10-Flotte auch über 2015 im Einsatz blieb.
Am 13. Juli 2020 wurde die erste KC-10 von der USAF außer Dienst gestellt. Im Dezember 2022 waren 26 Maschinen der ursprünglichen 59 Flugzeuge großen KC-10-Flotte ausgemustert. Diese werden bei der 309th Aerospace Maintenance and Regeneration Group auf der Davis-Monthan AFB eingelagert. Am 26. September 2024 wurde der Typ offiziell im Rahmen einer Zeremonie auf der Travis Air Force Base nach 44 Jahren außer Dienst gestellt. Nachfolger wurde die Boeing KC-46.

## Militärische Nutzer
Niederlande
- Niederländische Luftstreitkräfte: 2 KDC-10; Ab 1995 hatte auch die Koninklijke Luchtmacht zwei derartige Tanker. Die KDC-10 genannten Maschinen waren anders als die KC-10 der USAF nicht neu gebaute, sondern umgerüstete DC-10-30CF, die 1976 bzw. 1978 für Martinair flogen. Sie erhielten eine neuartige Betankungsstation, bei der der Operator in einem Abteil im vorderen Hauptdeck ohne direkten Sichtkontakt arbeitete. Die Bedienung und Kontrolle des Tankauslegers erfolgte ferngesteuert über Kameras am Heck, die auch nachts und bei schlechter Sicht noch gute Bilder lieferte. Die Bedienungsstation war auf einer Palette montiert, so dass sie sogar ganz entfernt werden konnte, wenn das komplette Hauptdeck Fracht aufnehmen sollte. Die erste der beiden KDC-10 (T-264 „Prins Bernhard“) wurde Anfang November 2019 in die USA an den zivilen Tankerbetreiber Omega Aerial Refueling Services verkauft, die verbliebene Maschine (T-235 „Jan Scheffer“) wurde im Oktober 2021 an denselben Betreiber abgegeben.[6][7]

 Vereinigte Staaten
- US Air Force: 60 KC-10A (alle außer Dienst)
- Omega Aerial Refueling Services: 2 KDC-10 (gebrauchte ehemals niederländische Exemplare)

## Technische Daten

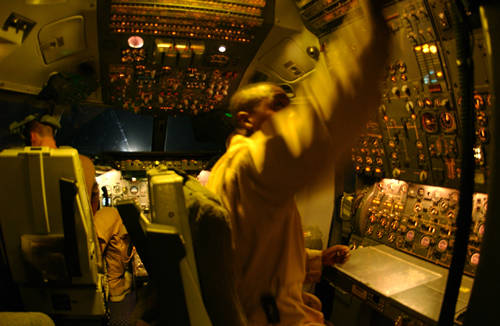
Cockpit einer KC-10, Aufnahme Juli 2002

| Kenngröße             | Daten der KC-10A Extender                                                |
| --------------------- | ------------------------------------------------------------------------ |
| Besatzung             | 4 (Pilot, Kopilot, Flugingenieur, Tankauslegerbediener)                  |
| Länge                 | 55,65 m                                                                  |
| Spannweite            | 50,40 m                                                                  |
| Höhe                  | 17,70 m                                                                  |
| Flügelfläche          | 367,7 m²                                                                 |
| Flügelstreckung       | 6,9                                                                      |
| max. Zuladung         | 77.110 kg (oder 165.565 kg Treibstoff)                                   |
| max. Startmasse       | 267.620 kg                                                               |
| Höchstgeschwindigkeit | 978 km/h (in 7600 m Höhe)                                                |
| Reisegeschwindigkeit  | 890 km/h                                                                 |
| Reichweite            | - 18.505 km (ohne Zuladung) - 7.080 km (bei maximaler Zuladung)          |
| Triebwerke            | 3 General Electric CF6-50C2-Mantelstromtriebwerke mit je 233,31 kN Schub |